# Барановська (Шенкурський район)
Барановська (рос. Барановская) — присілок в Шенкурському районі Архангельської області Російської Федерації.
Населення становить 134 особи. Входить до складу муніципального утворення Ровдинське муніципальне утворення.

## Історія
Від 1937 року належить до Архангельської області.
Від 2004 року належить до муніципального утворення Ровдинське муніципальне утворення.

## Населення
| 2002 | 2010 | 2012 |
| ---- | ---- | ---- |
| 190  | ↘134 | →134 |